# Karel Toman

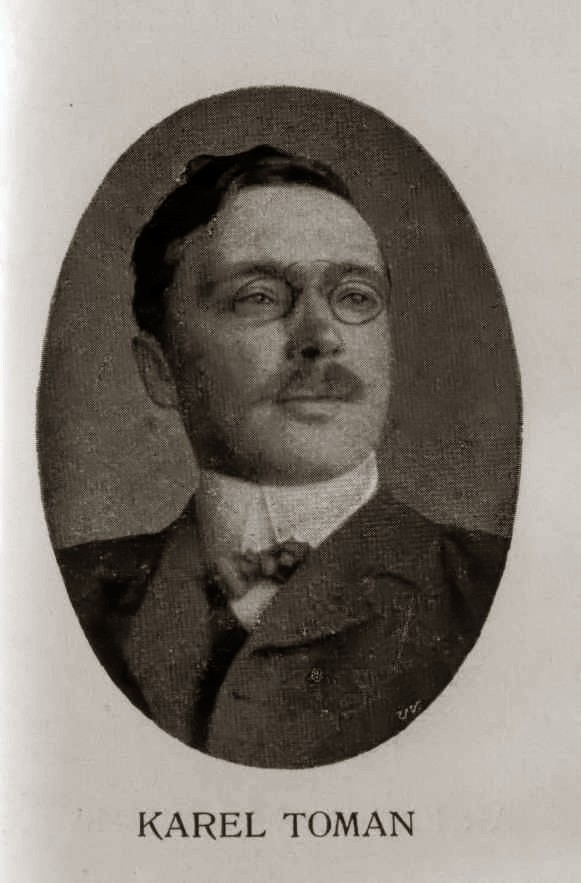
Karel Toman

Karel Toman (* 25. Februar 1877 in Kokovice; † 12. Juni 1946 in Prag; Geburtsname Antonín Bernášek) war ein tschechischer Dichter, Journalist und Übersetzer.

## Leben
Toman besuchte das Gymnasium in Slaný und später das erzbischöfliche Seminar in Příbram. Er begann und brach ein Studium der Rechte ab, arbeitete als Angestellter im Archiv der Nationalversammlung, zog nach Wien, reiste durch Deutschland, England, Frankreich und die Niederlande.
Seine dichterische Laufbahn begann in der Umgebung des Literatenzirkels Moderní revue um Arnošt Procházka, Jiří Karásek ze Lvovic, Karel Hlaváček, František Gellner, Stanislav Kostka Neumann, Jiří Mahen, Fráňa Šrámek, Rudolf Těsnohlídek, Viktor Dyk.
1917 wurde er Redakteur der Tageszeitung Národní listy. Zudem publizierte er in weiteren Zeitschriften.
Nach dem Ersten Weltkrieg arbeitete Toman mit den Lidové noviny zusammen.

## Werk
Der Lyriker schloss sich der tschechischen demokratischen Literaturbewegung an und wird der Gruppe der anarchistischen Rebellen zugerechnet. Als Dichter debütierte er am 1. Februar 1895 in der mährischen Zeitschrift Niva. Er beschrieb die zeitgenössische Gesellschaft mit Blick auf die sozialistische Bewegung, Konflikte von Menschen, die ihre traditionelle Umgebung verlassen, gegen die Gesellschaft revoltieren, im Krieg leiden, an enttäuschter Liebe zerbrechen und den Tod. 

### Gedichtsammlungen
- Pohádky krve (1898)
- Torzo života (1902)
- Melancholická pouť (1906)
- Sluneční hodiny (1913)
- Verše rodinné a jiné (1918)
- Měsíce (1918)
- Hlas ticha (1923)
- Stoletý kalendář (1926)

### In deutscher Sprache publiziert
- Der Soldat im Wandel der Zeiten, 1964